# 워해머

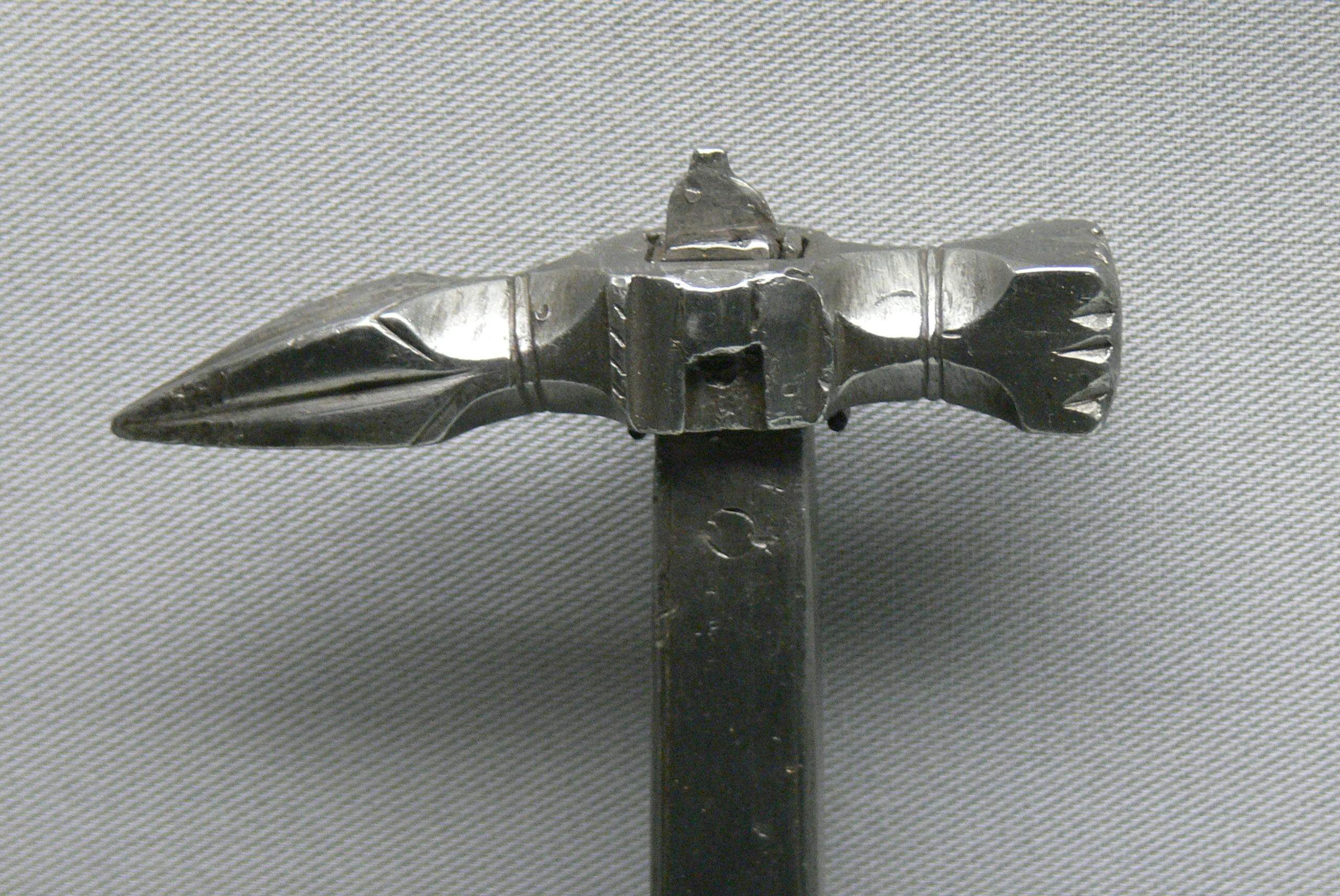
워해머의 대가리.

워해머(war hammer)는 중세 말기의 근접 공격 무기이다. 망치와 비슷하게 생겼으며, 피켈과 용법이 유사하다.

## 같이 보기
- 베크드코르뱅
- 편곤
- 금쇄봉
- 철퇴